# Адолфо Швелм Круз
Адолфо Швелм Круз (на испански: Adolfo Schwelm Cruz) е бивш аржентински пилот от Формула 1. Роден е на 28 юни 1923 година в Буенос Айрес, Аржентина.

## Формула 1
Адолфо Швелм Круз дебютира във Формула 1 през 1953 г. в Голямата награда на Аржентина, в световния шампионат на Формула 1 записва 1 участия като не успява да спечели точки. Състезава се за отбора на Купър.